# Казале (Л'Аквила)
Казале (итал. Casale) је насеље у Италији у округу Л'Аквила, региону Абруцо.
Према процени из 2011. у насељу је живело 242 становника. Насеље се налази на надморској висини од 766 м.